# Гаймбухенталь
Гаймбухенталь (нім. Heimbuchenthal) — громада в Німеччині, розташована в землі Баварія. Підпорядковується адміністративному округу Нижня Франконія. Входить до складу району Ашаффенбург. Складова частина об'єднання громад Меспельбрунн.
Площа — 17,15 км2. Населення становить 2214 ос. (станом на 31 грудня 2020).